# 武鄂黄市域铁路
武鄂黄市域铁路又叫鄂州机场快轨、武鄂快速通勤轨道交通，为中华人民共和国湖北省规划中的一条市域铁路。该规划于2019年正式提出，為武汉地铁11号线预留与其对接的条件。

## 概况
该线全长98.7公里，鄂州段56公里，鄂州市正争取纳入湖北省十四五规划。